# Ude
Ude (en georgiano: უდე) es un pueblo de Georgia ubicado en el oeste de la región de Mesjetia-Yavajetia, siendo parte del municipio de Adigueni.

## Toponimia
Se acepta que el nombre Ude ha cambiado de "kude" (en georgiano: ყუდე, lit. 'casa, edificio'), con origen en el idioma protokartveliano.

## Historia
Se han confirmado rastros de vida humana en Ude desde la Edad de Piedra. Se ha rastreado un tesoro del final de la Edad del Bronce: el tesoro de Ude, que se conserva en el Museo Estatal de Arte y el Museo Histórico de Mesjetia-Yavajetia. Inicialmente, el asentamiento estaba ubicado en la meseta sureste de la aldea actual, la llamada "Udivli" cerca de la frontera turca. El valle de Ude es un sitio arqueológico antiguo, hay tumbas, que se remontan al cuarto milenio. Son similares en apariencia a los cormoranes de cámara que se encuentran en la parte superior del río Kurá.
El asentamiento de la población en el actual territorio de la aldea se produjo debido a las condiciones de agua potable, económicas y geográficas. El pueblo moderno de Ude estaba cubierto por barrancos, colinas y bosques intransitables, por lo que se eliminó la palabra "valle" del nombre "Valle de Ude". El hecho de que cada hogar pague un impuesto farmacéutico indica que Ude es un pueblo cristiano.
El pueblo, que estuvo bajo el dominio otomano durante mucho tiempo, pasó a manos de la Rusia zarista en la guerra ruso-turca (1828-1829) y se convirtió en parte de Georgia, que estaba dentro de las fronteras de este imperio. Algunos de los georgianos católicos que vivían en Ude emigraron más tarde a Estambul debido a la presión rusa y ocuparon varios puestos en el monasterio católico georgiano de Bomonti. El historiador georgiano Zakaria Chichinadze, que visitó Ude a principios de la década de 1890 durante la administración rusa, escribió que en el valle de Kvabliani, donde también se encuentra Ude, los georgianos que se convirtieron al Islam durante el período otomano olvidaron el idioma georgiano y que solo 240 católicos hablaban georgiano. En muchas fuentes, los habitantes locales eran considerados armenios católicos.
Durante el período soviético, la cría de animales, la horticultura, la mecatrofilia y la horticultura se desarrollaron en el pueblo.

## Demografía
La evolución demográfica de Ude entre 2002 y 2014 fue la siguiente:
| 3505                                            | 2728 |
| (Fuente: Population of Georgia in Soviet times) |      |

Según el censo de 2014, los georgianos constituían el 99,3% de la población local y los armenios, el 0,4%.

## Infraestructura

### Arquitectura, monumentos y lugares de interés
Son muchos los monumentos del patrimonio cultural que se conservan en el pueblo de Ude y sus alrededores como la iglesia de la Madre de Dios de los siglos XIV-XVI, o la iglesia de Nuestra Señora de Ude, construida en 1904-1912 y disputada entre la iglesia católica y la iglesia ortodoxa georgiana.